# Zrnovci
Zrnovci (in macedone Зрновци?) è un comune nella parte orientale della Macedonia del Nord. La sede comunale è nella località omonima
Il comune confina con Kočani a nord, con Vinica a est, con Češinovo-Obleševo ad ovest e con Karbinci a sud.

## Società

### Evoluzione demografica
Secondo il censimento nazionale del 2002 questo municipio ha 3 264 abitanti. I principali gruppi etnici includono:
- Macedoni = 3,247
- Valacchi = 13
- Serbi = 2
- altri = 2

## Località
Il comune è formato dall'insieme delle seguenti località:
- Morodvis
- Vidovište
- Zrnovci (sede comunale)